# Hardinvast
 Hardinvast  es una población y comuna francesa, situada en la región de Baja Normandía, departamento de Mancha, en el distrito de Cherbourg-Octeville y cantón de Cherbourg-Sud-Ouest.

## Demografía
| 381 | 412 | 541 | 687 | 746 | 805 |
| Para los censos de 1962 a 1999 la población legal corresponde a la población sin duplicidades (Fuente: INSEE [Consultar]) |     |     |     |     |     |